# Bulgarie aux Jeux olympiques d'hiver de 1948
Cet article contient des informations sur la participation et les résultats de la Bulgarie aux Jeux olympiques d'hiver de 1948 à Saint-Moritz en Suisse. La Bulgarie était représentée par 4 athlètes. La délégation bulgare n'a pas récolté de médaille.